# Normanton on Trent
Normanton on Trent is een civil parish in het bestuurlijke gebied Bassetlaw, in het Engelse graafschap Nottinghamshire met 345 inwoners.